# Kleine Weisach
Die Kleine Weisach ist ein Fluss in den mittelfränkischen Landkreisen Neustadt an der Aisch-Bad Windsheim und Erlangen-Höchstadt in Bayern, der nach einem etwa 22 km langen, im Wesentlichen östlichen Lauf bei Markt Lonnerstadt im mittelfränkischen Landkreis Erlangen-Höchstadt von links und zuletzt Nordwesten in die untere Aisch mündet. Sein rechter Oberlauf bis Obertaschendorf heißt Leyerbach. Am Unterlauf zweigt bei Lonnerstadt ein nur kurzer rechter Mündungsarm Aischgraben ab.
Oberhalb der Kleinen Weisach mündet etwas vor Uehlfeld schon eine Weisach von links in die Aisch, die sowohl in der Gesamtstranglänge, dem Einzugsgebiet wie der Quellhöhe von der hier behandelten „Kleinen“ Weisach deutlich übertroffen wird.

## Etymologie
Der Fluss wurde 1118 als Wisaha erstmals schriftlich erwähnt. Der Name setzt sich wahrscheinlich zusammen aus den althochdeutschen Wörtern aha „Fließgewässer“ und
*wīhs „Dorf“.

## Geographie

### Verlauf
Die Kleine Weisach entfließt auf etwa 421 m ü. NHN unter dem Namen Leyerbach südwestlich des Dorfes Neuses der Stadt Scheinfeld im Landkreis Neustadt an der Aisch-Bad Windsheim einem Teich. Südlich am Ort vorbei fließt der Leyerbach nach Osten und wechselt über die Gemeindegrenze hinweg ins Gebiet von Markt Taschendorf, wo er nach einer Waldenge im Pfarrdorf Obertaschendorf von links unbeständig Zufluss aus zwei kurzen Seitenklingen erfährt. Ab dort heißt sie Kleine Weisach und läuft in gleicher Richtung durch den Hauptort Taschendorf der Gemeinde, an der Butzenmühle vorbei und durch das Dorf Hombeer.
Danach wechselt sie in den Landkreis Erlangen-Höchstadt aufs Gebiet von Markt Vestenbergsgreuth, von dem zunächst der Weiler Pretzdorf links am Ufer liegt, dann die Hülsenmühle und das Pfarrdorf Kleinweisach. Im folgenden Dorf Burgweisach mündet von links der erste längere Zufluss Gründleinsbach, danach in Dutendorf von derselben Seite der Oberwinterbach. Kurz vor Hermersdorf ganz am rechten Ufer läuft nunmehr von rechts der Sechselbach zu, der den namengebenden Hauptort der Gemeinde entwässert. Nach der Hermersdorfer Mühle und dem Weiler Weickersdorf, die ebenfalls rechts liegen, beginnt die Kleine Weisach einen flachen Bogen nach Norden, auf dessen erster Hälfte sie das letzte Dorf Frimmersdorf der Marktgemeinde durchläuft.
Unterhalb weitet sich die Talebene deutlich, nunmehr läuft immer wenigstens ein Nebengraben an der Seite der Kleinen Weisach. Etwa neben dem nördlichsten Punkt des Laufbogens betritt der Unterwinterbach, am Unterlauf Weiherlendgraben genannt, durch das Dorf Unterwinterbach aus dem Westnordwesten in die Talebene ein und vereint sich dann auf dem Gebiet von Markt Lonnerstadt über einen solchen Graben mit dem aus dem Nordwesten kommenden Ailsbach, wenig später mündet der vereinte Nebenfluss gegenüber dem Lonnerstadter Dorf Fetzelhof von links in die Kleine Weisach.
Auf dem wieder etwas südwärts laufenden zweiten Teil des Bogens grenzt gegen Ende der Siedlungsbereich Lonnerstadts selbst ans linke Ufer. An der Straßenbrücke aus dem Marktdorf heraus geht nach rechts der nur etwa 0,8 km lange Aischgraben ab, er und der längere linke Hauptast unterqueren in der linken Aischaue die B 470 und münden dann nacheinander von links und zuletzt Nordwesten kurz vor und gegenüber dem jenseits zur Stadt Höchstadt an der Aisch gehörenden Greiendorf auf etwa 270 m ü. NHN in die untere Aisch.
Die Kleine Weisach mündet nach einem mit ihrem Oberlauf Leyerbach zusammen 22,4 km langen Lauf mit einem mittleren Sohlgefälle von rund 7 ‰ etwa 151 Höhenmeter unter dessen Ursprung.

### Einzugsgebiet
Es umfasst 66,9 km² und hat die Kontur eines sich nach Osten hin nur langsam ausweitenden Keils, der sich dann zur Mündung am östlichsten Punkt abrupt verengt. Sein höchster Punkt liegt an der Westspitze etwa 300 Meter nordwestlich des Ursprungs auf dem Seitenbacher Ranken und erreicht etwa 454 m ü. NHN. Einige weitere Erhebungen über 400 m ü. NHN liegen alle ebenfalls auch im westlichen Einzugsgebiet. Im ganzen Gebiet steht Sandsteinkeuper an, ausgenommen nur in einem Band um den Unterlauf im breiten Untertal nach dem letzten großen Zufluss, in dem jüngere Talfüllungen liegenjund auf dem rechten Mündungssporn, wo es Terrassenschotter und -Sande aus etwas älterer quartärer Zeit gibt.
Die nördliche Wasserscheide grenzt ans Einzugsgebiet der Reichen Ebrach, die erst unterhalb des Kleine-Weisach-Vorfluters Aisch in die diese aufnehmende Regnitz mündet; im westlichen Teil konkurriert die kleine Teisach dabei mit dem Ebrach-Zufluss Haslach. Hinter der südlichen Wasserscheide laufen die Bäche alle oberhalb der Kleinen Teisach zur Aisch, erst im Westen die Steinach, dann länger die Weisach, die trotz ihres Namens deutlich kürzer (11,3 km) wie einzugsgebietsärmer (25,4 km) ist als die „Kleine“ Weisach.
Wegen des dem gesamten Lauf entlang nirgends sehr breiten Einzugsgebietes gibt es viele kammnahe Lagen an der Nord- und Südgrenze, weshalb ein beträchtlicher Anteil von ihm bewaldet ist.

### Zuflüsse
- Leyerbach, rechter Oberlauf bis Markt Taschendorf-Obertaschendorf
- Großbach, von rechts, zwischen Taschendorf-Butzenmühle und Taschendorf-Hombeer
- Eschbach[BA 4], von links bei Hombeer
- Gründleinsbach, von links bei Vestenbergsgreuth-Burgweisach
- Oberwinterbach, von links bei Vestenbergsgreuth-Dutendorf
- Sechselbach, von rechts vor Vestenbergsgreuth-Hermersdorf
- Galgengraben, von rechts in Hermersdorf
- Klingengraben, von links nach Vestenbergsgreuth-Frimmersdorf
- (Kurzer Unterlauf von vereintem Ailsbach und Altbach, letzterer mit längerem Zufluss Weiherlendgraben), von links gegenüber Lonnerstadt-Fetzelhofen
- (Abgang des Aischgrabens), nach rechts gegenüber Lonnerstadt

### BayernAtlas („BA“)
Amtliche Online-Gewässerkarte mit passendem Ausschnitt und den hier benutzten Layern: Lauf und Einzugsgebiet der Kleinen Weisach

Allgemeiner Einstieg ohne Voreinstellungen und Layer: BayernAtlas der Bayerischen Staatsregierung (Hinweise)
1. 1 2 3  
Höhe abgefragt auf dem BayernAtlas (Rechtsklick).
2. ↑  
Höhe nach schwarzer Beschriftung auf dem BayernAtlas.
3. ↑  Geologie nach der Geologischen Karte 1:500.000 auf dem BayernAtlas.
4. ↑  Name des Eschbach nach einem Gemarkungsnamen auf der Historischen Karte.

### Gewässerverzeichnis Bayern („GV“)
1. 1 2  Länge nach: Verzeichnis der Bach- und Flussgebiete in Bayern – Flussgebiet Main, Seite 61 des Bayerischen Landesamtes für Umwelt, Stand 2016 (PDF; 3,3 MB)
2. 1 2  Einzugsgebiet nach: Verzeichnis der Bach- und Flussgebiete in Bayern – Flussgebiet Main, Seite 61 des Bayerischen Landesamtes für Umwelt, Stand 2016 (PDF; 3,3 MB)